# James Spriggs Payne

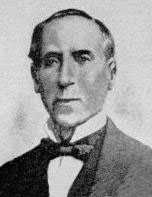
James Payne

James Spriggs Payne (* 19. Dezember 1819 in Richmond (Virginia); † 31. Januar 1882 in Monrovia) war von 1868 bis 1870 der vierte sowie von 1876 bis 1878 der achte Staatspräsident von Liberia.

## Biographie
Payne war Sohn eines gläubigen Methodisten und wuchs in sehr religiösem Umfeld auf, was seinen starken christlichen Glauben nachhaltig prägte. Er war noch ein Kind, als seine Eltern entschieden, mit einem Schiff der American Colonization Society nach Liberia auszuwandern, um dort ein neues Leben zu beginnen.
Abgesehen von der Religion, galt sein Interesse ebenso Politik und Wirtschaft. Er avancierte in diesen Bereichen zu einem erfolgreichen Autor, weshalb ihn die liberianische Regierung zum Mitglied einer Kommission ernannte, die den Prozess der endgültigen Loslösung Liberias von der American Colonization Society vorbereiten sollte.
Während seiner Präsidentschaft bekämpfte er den Sklavenhandel entlang der Küste Liberias. Darüber hinaus gelang es ihm, den Außenhandel des Landes zu verstärken. Vor allem aber zeichnete ihn sein innenpolitisches Feingefühl aus, was den Ausbau der Beziehungen zwischen der liberianischen Regierung und den Vertretern der indigenen Bevölkerung des Landes ermöglichte. Er war weitsichtig genug, um zu erkennen, dass die bisher politisch meist ignorierten Einheimischen für die künftige Entwicklung der jungen Republik eine tragende Rolle spielen würden. Daher setzte er sich für ihr Mitbestimmungsrecht ein und sorgte dafür, dass auch ihnen beispielsweise Bildungseinrichtungen zur Verfügung standen.
Der Spriggs Payne Airport in Monrovia wurde nach ihm benannt.